# Avenue Secrétan
L’avenue Secrétan est située dans le 19e arrondissement de Paris, entre la rue Manin et le boulevard de la Villette.

## Situation et accès
Plantée de robiniers et bordée de nombreux commerces, dont le marché Secrétan (couvert), près de la station du métro de Paris Bolivar, c'est une des voies les plus pittoresques de l'arrondissement.
Ce site est desservi par la station de métro Bolivar.

Quelques vues du quartier
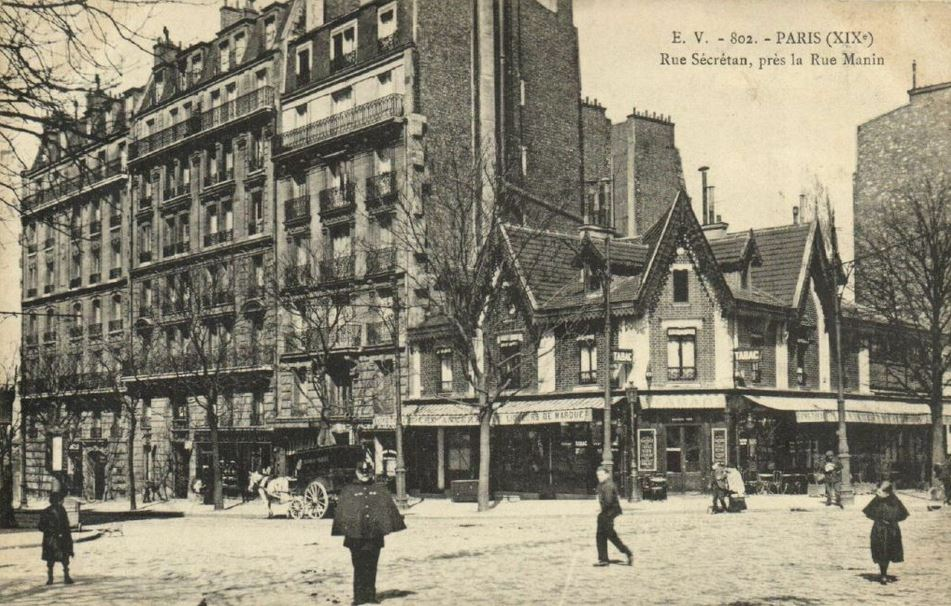
Rue Secrétan, près de la rue Manin.
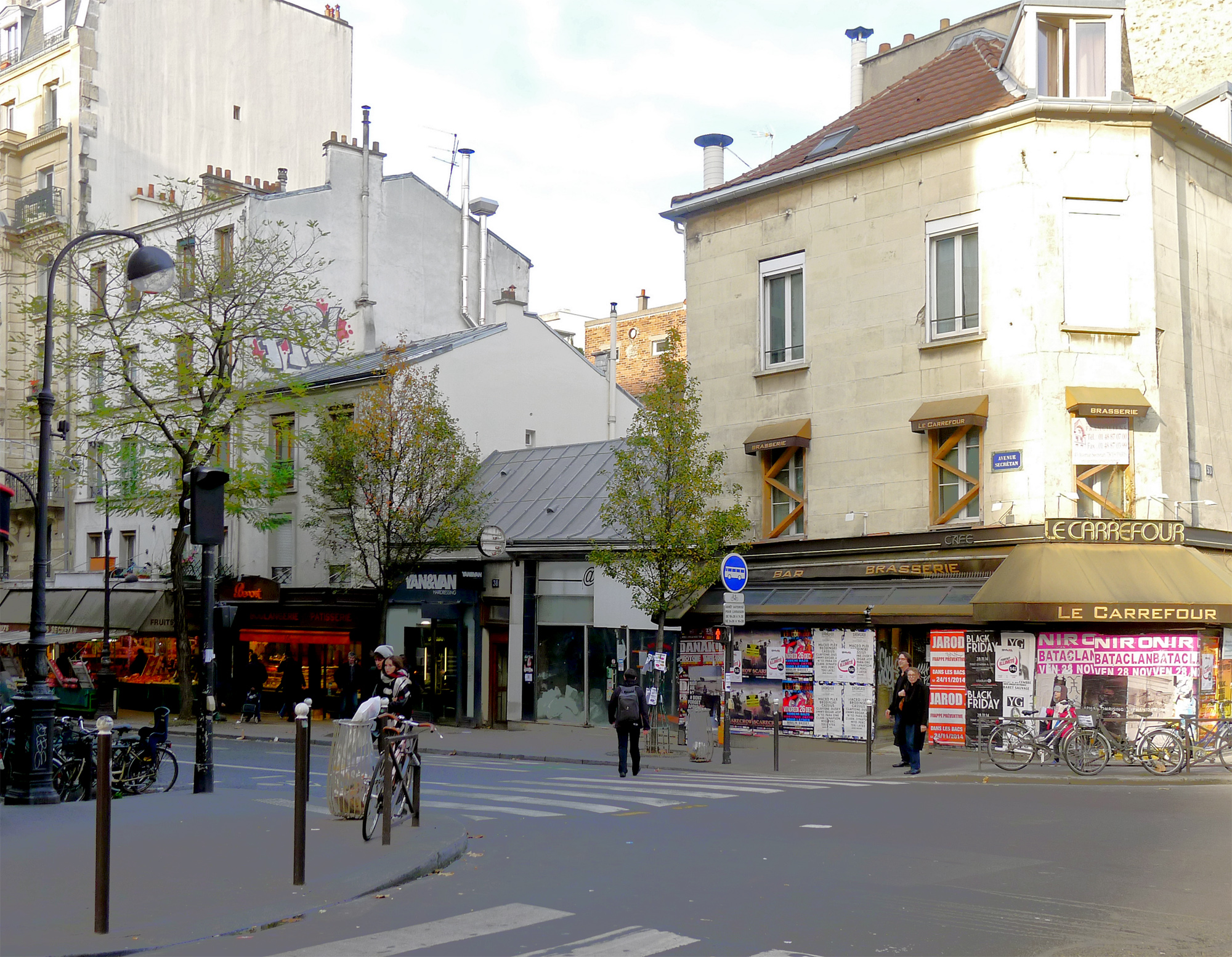
Vieilles maisons.

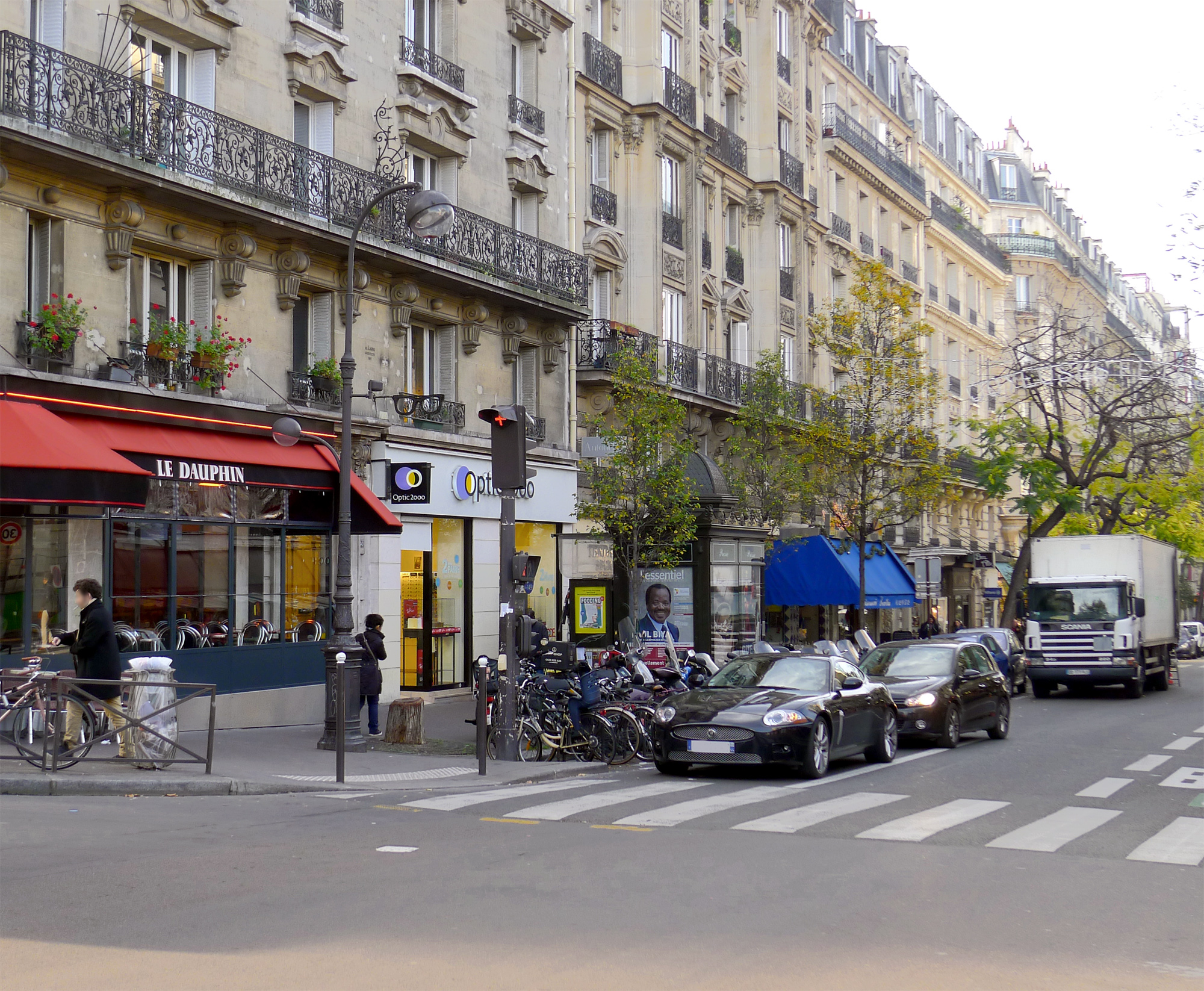
Immeubles haussmanniens.
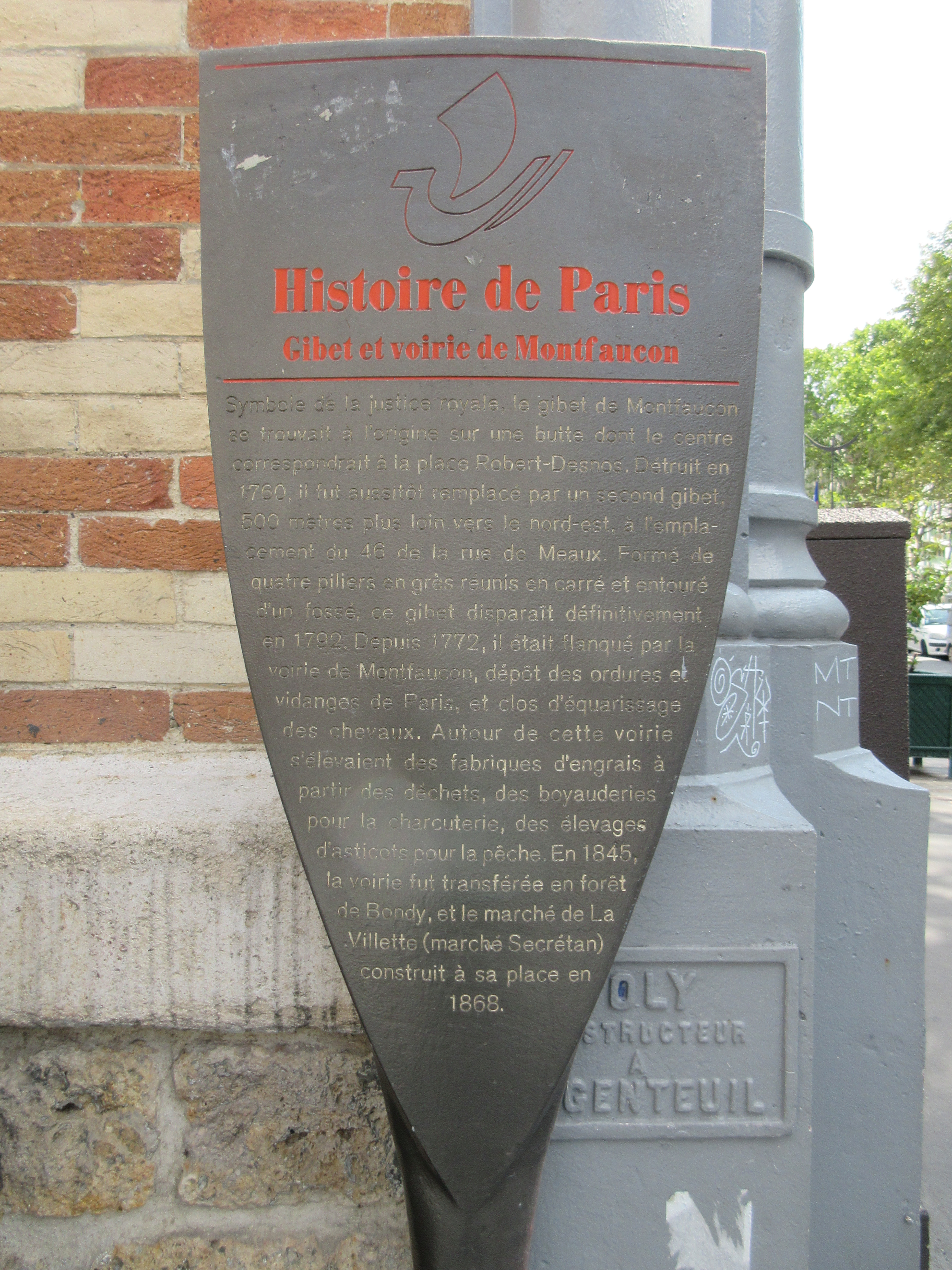
Panneau Histoire de Paris « Gibet et voirie de Montfaucon ».

## Origine du nom
Elle porte depuis 1880 le nom de Joseph Secrétan (1773-1837), baron d'Empire, colonel-major du 8e puis du 1er régiment de voltigeurs de la Garde impériale. Au moment où Napoléon Ier essayait de reconquérir la France, en 1815, il défendit le quartier contre les adversaires de l'Empereur et fut blessé.

## Historique
Cette voie résulte de la fusion en 1880 :
- de la partie de la rue de Puebla (antérieurement dénommée « rue Drouin-Quintaine »), située entre le boulevard de la Villette et la rue de Meaux,
- de la partie de la rue Fessart, située entre les rues de Meaux et Manin, dénommée « rue Secrétant » en 1868.

Décret du 10 août 1868 :

« Napoléon, [...]

sur le rapport de notre ministre secrétaire d’État au département de l'Intérieur,
vu l'ordonnance du 10 juillet 1816 ;
vu les propositions de M. le préfet de la Seine ;
avons décrété et décrétons ce qui suit :
Article 15. — La partie de la rue Fessard (avec un d final), comprise entre les rues de Mexico et de Puebla, recevra le nom de rue Sécrétant (avec un t final) ;
etc.
Article 17. — Notre ministre secrétaire d'État au département de l'Intérieur est chargé de l'exécution du présent décret.
Fait au palais de Fontainebleau, le 10 août 1868. »

Le 4 novembre 1880, la voie devient la « rue Secrétan », puis le 21 mars 1911, l'« avenue Secrétan ».

## Bâtiments remarquables et lieux de mémoire
- Dans la chanson Lily de Pierre Perret, il est question d'un hôtelier rue Secrétan.
- C'est aussi l'adresse du Roi du Café-Tabac dans la chanson du même nom, de Serge Lama, sur l'album La Vie Lilas, en 1975.
- No 48, Jean-Marcel Poyer membre de la bande à Bonnot y habite en 1912[2].
- Nos 68-70 : école Lucien-de-Hirsch, installée depuis 1901[3].
- Le 26 juillet 1942, le résistant Domingo Tejero Pérez et ses camarades FTP-MOI blessent grièvement un officier nazi sur l'avenue Secrétan[4].